# Josep Anton Lacasa Díaz
Josep Anton Lacasa Diaz (Vilanova i la Geltrú, 18 de març de 1973) és un jugador d'escacs català. Va aconseguir el títol de Mestre Internacional d'escacs als 29 anys.
A la llista d'Elo de la FIDE de juny de 2015, hi tenia un Elo de 2394 punts, cosa que en feia el jugador número 98 de l'estat espanyol. El seu màxim Elo va ser de 2431 punts, a la llista d'abril de 2003 (posició 11507 al rànquing mundial).

## Resultats destacats en competició
Ha quedat campió de Catalunya d'escacs per equips diverses vegades amb l'equip de l'UGE (Unió Gracienca d'escacs). Ha estat Campió de Catalunya absolut d'escacs el 2006, superant el GM Viktor Moskalenko.
El 2006 participà en el Torneig Internacional Casino de Barcelona, on puntuà 2/9 contra una forta oposició, acabant en darrer lloc (el torneig el guanyà Leinier Domínguez). El juliol de 2023 va guanyar la 23a edició de l'Obert de Torredembarra, per davant de Robert Alomà.